# Adalgott

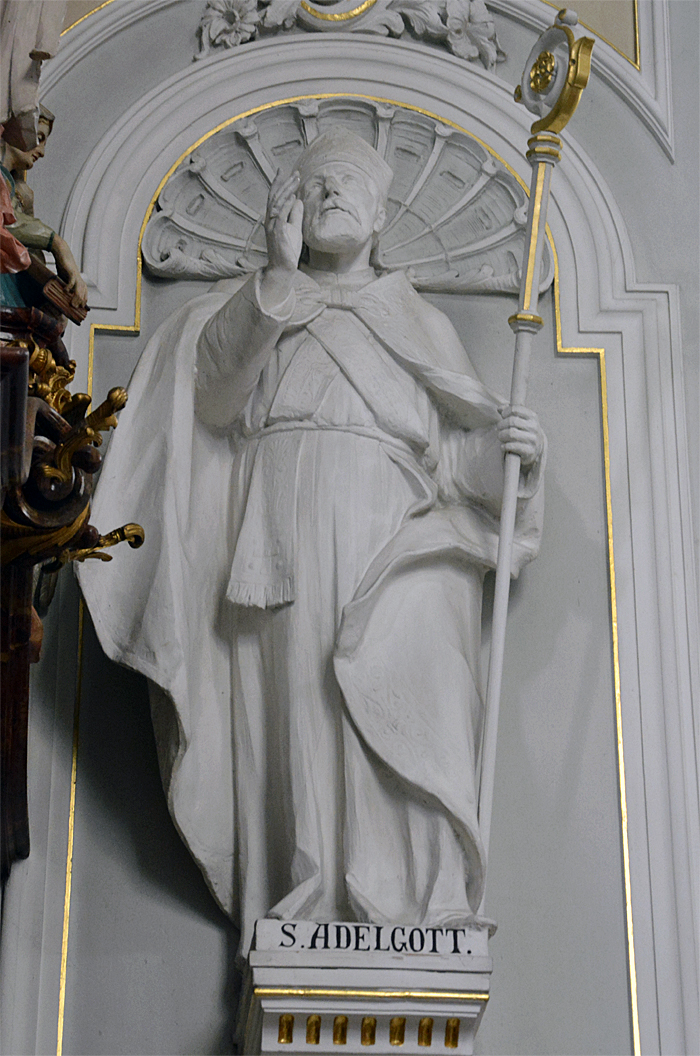
Figur des hl. Adelgott in der Klosterkirche von Eschenbach in Luzern

Adalgott (auch Adelgott; † 3. Oktober 1160) war Bischof von Chur. Sein Gedenktag ist der 3. Oktober. Adalgott wird in der älteren Literatur oft verwechselt mit dem gleichnamigen Abt von Disentis aus dem 11. Jahrhundert.

## Leben und Bedeutung

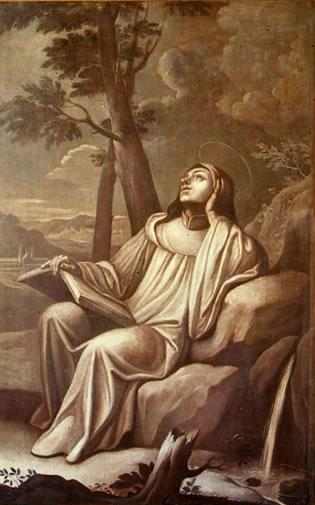

Adalgott war Zisterziensermönch des Klosters Clairvaux und ein Schüler des Bernhard von Clairvaux. Im Jahre 1150 wurde er, bereits in vorgerücktem Alter, zum Bischof von Chur gewählt. Geweiht wurde er am 4. Februar 1151 in Mainz, da das Bistum Chur seit dem Vertrag von Verdun (843) zur Mainzer Kirchenprovinz gehörte.
Trotz seines fortgeschrittenen Alters war er ein tatkräftiger und reformfreudiger Bischof. In einer seiner Urkunden sagt er über sich selbst, er habe die Last des bischöflichen Amtes zum Nutzen für die Klöster und zur Sorge für die Armen übernommen (ego, Algotus Curiensis episcopus, pro utilitate monasteriorum et cura pauperum pontificale onus suscipiens). Er förderte und reformierte die Klöster im Bistumsgebiet und widmete sich der Armenfürsorge.
Besonders förderte Adalgott das erst 1140/42 gegründete Prämonstratenserkloster an St. Luzi in Chur, das schon 1149 der Zisterzienserpapst Eugen III., wie Adalgott ein Schüler des Bernhard von Clairvaux, unter seinen Schutz genommen hatte. 1154 schenkte Adalgott dem Kloster St. Luzi das Churer Martinsspital sowie Klosterbesitz im Mistail mit der Auflage, die Armen zu unterstützen. Mit dieser Gütervergabe hob Adalgott das Frauenkloster St. Peter im Mistail rechtlich und besitzmässig auf, da es nach einer Zeit des Niedergangs schon mehrere Jahrzehnte unbesiedelt war und eine Reorganisation unmöglich erschien.
Adalgott kümmerte sich auch um die Reform und Neubelebung weiterer Klöster seines Bistums:
- Er stellte die Klosterdisziplin im bischöflichen Eigenkloster Cazis wieder her, stellte es unter die Leitung eines Prämonstratenser-Chorherren aus St. Luzi und versah es mit Schenkungen. Papst Hadrian IV. nahm das Kloster 1156 unter seinen Schutz und bestätigte seine Besitzungen.
- Er stärkte ein weiteres Eigenkloster personell und materiell: das Benediktinerinnenkloster St. Johann im Münstertal.
- Er reformierte und erneuerte die Klosterdisziplin im weltlichen Eigenkloster Schänis.
- Besonders kümmerte sich Adalgott um das noch ungefestigte Benediktinerkloster Marienberg im Vinschgau (bei Mals in Südtirol). Um 1089/96 hatte Eberhard von Tarasp in Schuls ein Kloster gestiftet, dessen Kirche 1131 geweiht wurde, aber dieses musste 1146 wegen seiner ungünstigen Lage und Armut ins Vinschgau verlegt werden.[3] Zusammen mit Ulrich III. von Tarasp, zu dem Adalgott gute Beziehungen pflegte, sorgte er durch Schenkungen für eine materielle Besserstellung des Klosters. Am 13. Juli 1160 konnte Adalgott die Krypta der Klosterkirche von Marienberg weihen.
- Um seinen Schenkungen und Reformen Bestand zu verleihen, liess Adalgott sie 1157 durch den Mainzer Metropoliten Arnold von Selenhofen bestätigen.

Adalgott dürfte in Chur begraben worden sein. Sein Grab ist jedoch nicht erhalten. Nach kurzer Amtszeit hinterliess er ein geordnetes Bistum mit einem erneuerten und gefestigten Klosterwesen. Der Entschluss zum Neubau der Kathedrale von Chur (vor 1178 bis 1272) geht wahrscheinlich ebenfalls auf Adalgott zurück. Seit 1646 (Churer Proprium) wurde Adalgott im Bistum Chur als Heiliger liturgisch verehrt und auch die Zisterzienser nahmen ihn in ihren Heiligenkalender auf.